# BP Pulse
BP Pulse, voorheen bekend als Chargemaster, is een internationaal netwerk van snelladers dat werd opgericht in 2008. Het bedrijf is sinds 2018 onderdeel van BP.

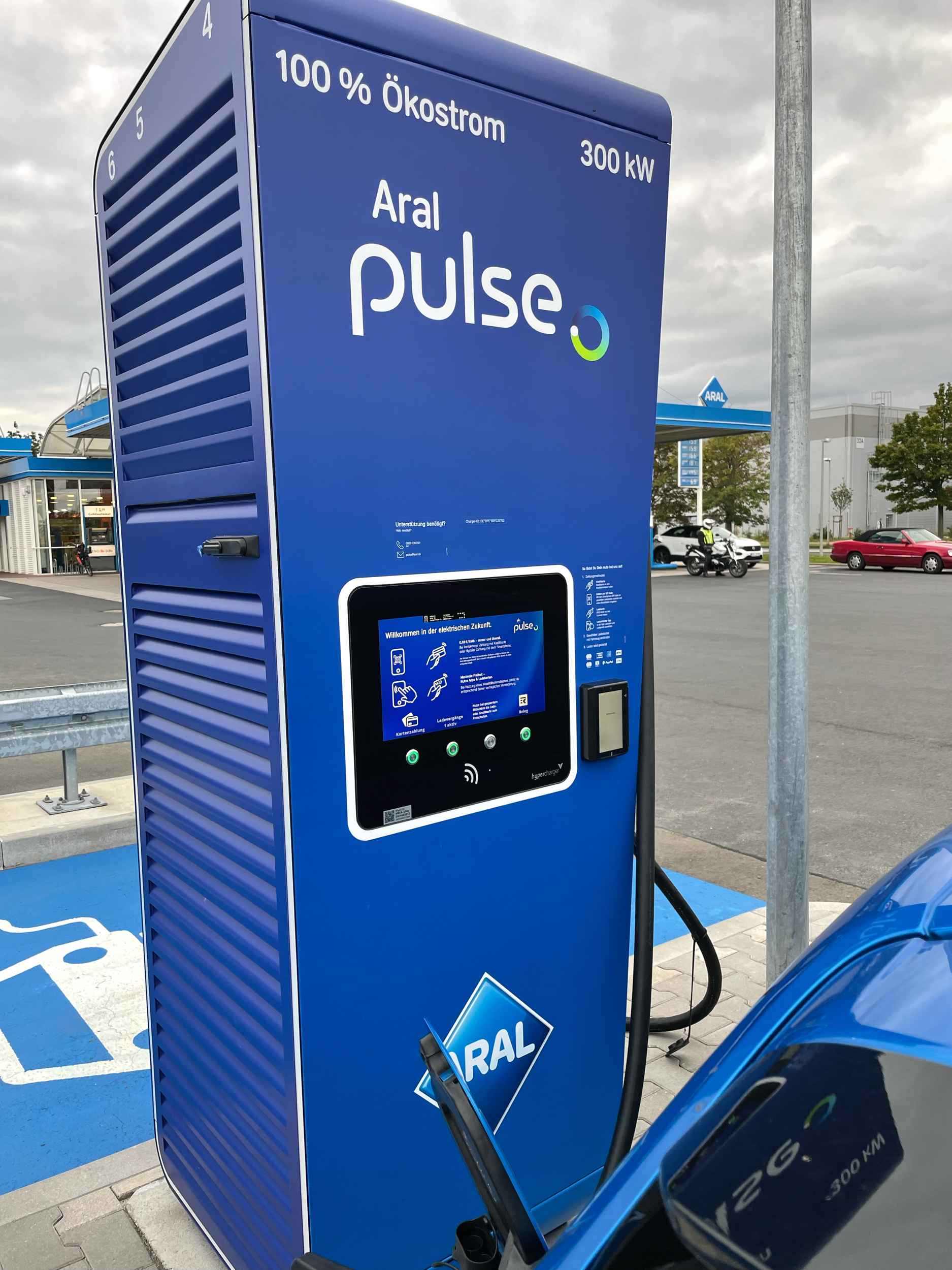
Een oplaadpaal van Aral pulse in Duitsland.

## Beschrijving
Het bedrijf startte in 2008 en werd opgericht door ondernemer David Martell, toentertijd nog onder de naam Chargemaster. Het begon in 2011 met het uitrollen van openbare oplaadpunten onder de merknaam POLAR. In 2017 waren er inmiddels 5000 laders in het Verenigd Koninkrijk.
In juni 2018 werd het een volledige dochteronderneming van BP. Martell bleef CEO tot juni 2019, waarna hij werd opgevolgd door
voormalig COO David Newton.
Eind 2020 volgde een volledige rebranding naar de merknaam "bp pulse".
Het Pulse-netwerk bevat in 2023 ruim 8.000 laadpunten, waaronder 7000 in het Verenigd Koninkrijk, 200 in Nederland en ruim 800 in Duitsland. De laadpunten worden hoofdzakelijk geïnstalleerd bij tankstations van BP, maar zijn in Duitsland ook aanwezig bij tankstations van Aral onder de naam "aral pulse".